# ジャングルJungle
「ジャングルJungle」（ジャングル・ジャングル）は、1990年3月21日にリリースされた田原俊彦の37作目のシングル。

## 背景

### ジャングルJungle
田原自身が主演したフジテレビ系ドラマ『日本一のカッ飛び男』主題歌および、サントリー『シードル』のCFソングに起用された。
サビの「ジャングル」が「ジャンゴ」と聴こえることから2013年の映画『ジャンゴ 繋がれざる者』のBlu-ray/DVD発売イベントに、田原が出演した。

## 音楽性
表題曲は、ブラックミュージックの色濃いサウンドをフィーチャーしている。

## リリース
1990年3月21日に、ポニーキャニオンのNAVレーベルから、8cmCDとCTの2形態で発売された。本作以降のシングルは、8cmCDとCTの2形態で発売されているが、プロモーション盤として7インチレコードも生産された。
メイキング映像も収録したVHSは1990年5月21日に、VSDは9月21日にポニーキャニオンから発売された。
2023年11月3日にローソンエンタテインメントから、プロモーション用としてプレスされた7インチレコードが一般リリースされた。

## ミュージック・ビデオ
本作のミュージック・ビデオは、海外でのオーディションを経て選ばれたバックダンサーとともに全編ダンスシーンで構成された。

## 収録曲
| 全作詞: 松井五郎、全作曲: 羽田一郎。 |                      |           |            |                              |      |
| #                                    | タイトル             | 作詞      | 作曲・編曲 | 編曲                         | 時間 |
| 1.                                   | 「ジャングルJungle」 | 松井五郎  | 羽田一郎   | 羽田一郎・飛澤宏元・吉川智子 | 3:36 |
| 2.                                   | 「夢見るよりも」     | 松井五郎  | 羽田一郎   | 羽田一郎・佐藤允彦・吉川智子 | 3:44 |
| 合計時間:                            | 合計時間:            | 合計時間: | 7:20       |                              |      |

| 全作詞: 松井五郎、全作曲: 羽田一郎。 |                                            |           |            |                              |      |
| #                                    | タイトル                                   | 作詞      | 作曲・編曲 | 編曲                         | 時間 |
| 1.                                   | 「ジャングルJungle」                       | 松井五郎  | 羽田一郎   | 羽田一郎・飛澤宏元・吉川智子 | 3:36 |
| 2.                                   | 「夢見るよりも」                           | 松井五郎  | 羽田一郎   | 羽田一郎・佐藤允彦・吉川智子 | 3:44 |
| 3.                                   | 「ジャングルJungle」(オリジナル・カラオケ) | 松井五郎  | 羽田一郎   |                              | 3:36 |
| 4.                                   | 「夢見るよりも」(オリジナル・カラオケ)     | 松井五郎  | 羽田一郎   |                              | 3:44 |
| 合計時間:                            | 合計時間:                                  | 合計時間: | 14:40      |                              |      |

| 全作詞: 松井五郎、全作曲: 羽田一郎。 |                      |          |            |                              |
| #                                    | タイトル             | 作詞     | 作曲・編曲 | 編曲                         |
| 1.                                   | 「ジャングルJungle」 | 松井五郎 | 羽田一郎   | 羽田一郎・飛澤宏元・吉川智子 |

## 参加ミュージシャン
| ジャングルJungle - Guitar : 羽田一郎 - Synthesizer Operator : 松武秀樹 - Chorus : 大滝裕子, 斉藤久美, 吉川智子 (AMAZONS) - Trumpet : 荒木敏男, 菅坂雅彦 - Trombone : 村田陽一 - Tenor Saxophone : 金城寛文 - Strings : JOE KATO GROUP | 夢見るよりも - Acoustic Guitar : 羽田一郎 - Steel Guitar : 今剛 - Synthesizer Operator : 松武秀樹 - Fretless Bass : 渡辺等 - Strings : JOE KATO GROUP |

## カバー
- 梅艷芳 - 香港の歌手・俳優。1991年のアルバム『Anita Mui』収録。歌詞は広東語でタイトルは「慾望野獸街」。
- 文章 (台湾の歌手)（中国語: 文章（歌手）） - 台湾の歌手。1991年のアルバム『喜新戀舊』に収録。歌詞は中国語（北京語）でタイトルは「趁著有愛」。